# Danh sách cầu thủ tham dự giải vô địch bóng đá trẻ châu Phi 2007

## Bảng A

### Cộng hòa Congo
| Số | Vt | Cầu thủ                       | Ngày sinh (tuổi)            | Số trận | Câu lạc bộ       |
| -- | -- | ----------------------------- | --------------------------- | ------- | ---------------- |
| 1  | TM | Destin Onka Malonga           | 18 tháng 3, 1988 (18 tuổi)  |         | ACNFF            |
| 2  |    | Yann Haries Kombo Melo        | 12 tháng 3, 1989 (17 tuổi)  |         | ACNFF            |
| 3  |    | Yan Vera Ahoungou Mbissa      | 5 tháng 9, 1988 (18 tuổi)   |         | ACNFF            |
| 4  |    | Jules Fred Albin Ondjola      | 25 tháng 8, 1988 (18 tuổi)  |         | ACNFF            |
| 5  |    | Gracia Gastherie Ikouma Epogo | 24 tháng 12, 1989 (17 tuổi) |         | Club 57          |
| 6  |    | Oxence Dorian Mbani Madzou    | 5 tháng 5, 1987 (19 tuổi)   |         | ACNFF            |
| 7  |    | Presten Hermann Lakolo        | 13 tháng 4, 1989 (17 tuổi)  |         | ACNFF            |
| 8  | TV | Delvin N'Dinga                | 14 tháng 3, 1988 (18 tuổi)  |         | Auxerre          |
| 9  |    | Ermejea Chirel Ngakosso       | 30 tháng 10, 1990 (16 tuổi) |         | ACNFF            |
| 10 | HV | Cecil Filanckembo             | 15 tháng 4, 1988 (18 tuổi)  |         | ACNFF            |
| 11 | TĐ | Franchel Ibara                | 27 tháng 7, 1989 (17 tuổi)  |         | Étoile du Congo  |
| 12 | TĐ | Fabrice N'Guessi              | 27 tháng 2, 1988 (18 tuổi)  |         | La Mancha        |
| 13 | TV | Harris Tchilimbou             | 11 tháng 11, 1988 (18 tuổi) |         | ACNFF            |
| 14 |    | Jacques Stevie Loparimi E.    | 11 tháng 7, 1988 (18 tuổi)  |         | Olyampic         |
| 15 | HV | Mimille Okiélé                | 17 tháng 4, 1988 (18 tuổi)  |         | CARA Brazzaville |
| 16 |    | Rufin Vanesla Diampamba       | 10 tháng 10, 1988 (18 tuổi) |         | Club 57          |
| 17 | HV | Kaster Mereck                 | 1 tháng 9, 1988 (18 tuổi)   |         | ACNFF            |
| 18 |    | Saide Nkounga Kimbongu        | 20 tháng 9, 1990 (16 tuổi)  |         | ACNFF            |

### Bờ Biển Ngà
| Số | Vt | Cầu thủ                   | Ngày sinh (tuổi)            | Số trận | Câu lạc bộ           |
| -- | -- | ------------------------- | --------------------------- | ------- | -------------------- |
| 1  |    | Jean Y. Andre Andy        | 12 tháng 8, 1988 (18 tuổi)  |         | Cf Seny F.           |
| 2  |    | Hamed Herve Diomande      | 17 tháng 6, 1988 (18 tuổi)  |         | ASEC Mimosas         |
| 3  |    | N'Doua Patrick I. Kouakou | 20 tháng 3, 1988 (18 tuổi)  |         | ASEC Mimosas         |
| 4  |    | Romaric Kablan            | 12 tháng 4, 1988 (18 tuổi)  |         | Stella Club d'Adjamé |
| 5  |    | Ange Negus Gnaleko        | 30 tháng 12, 1987 (19 tuổi) |         | Guingamp             |
| 6  |    | Assane Karaboualy         | 13 tháng 3, 1987 (19 tuổi)  |         | Toulouse             |
| 7  | TĐ | Abdul Moustapha Ouedraogo | 9 tháng 6, 1988 (18 tuổi)   |         | ASEC Mimosas         |
| 8  | TĐ | Koffi Mechac              | 24 tháng 9, 1989 (17 tuổi)  |         | AS Denguélé          |
| 9  |    | Kouassi Koffi             | 17 tháng 11, 1989 (17 tuổi) |         | Domoraud             |
| 10 | TĐ | Koro Issa Ahmed Koné      | 5 tháng 7, 1988 (18 tuổi)   |         | Grasshopper Zürich   |
| 11 | TV | Martial Yao               | 4 tháng 10, 1989 (17 tuổi)  |         | ASEC Mimosas         |
| 12 | TV | Konan Serge Kouadio       | 31 tháng 12, 1988 (18 tuổi) |         | ASEC Mimosas         |
| 13 | HV | Zié Diabaté               | 2 tháng 3, 1989 (17 tuổi)   |         | IFER                 |
| 14 |    | Karamoko Toure            | 22 tháng 11, 1987 (19 tuổi) |         | Étoile du Sahel      |
| 15 | TV | Aboubacar Mé Diomandé     | 7 tháng 5, 1988 (18 tuổi)   |         | ASEC Mimosas         |
| 16 | TM | Ibrahim Koné              | 5 tháng 12, 1989 (17 tuổi)  |         | CF Excellence        |
| 17 | TV | Xavier Kouassi            | 28 tháng 12, 1989 (17 tuổi) |         | Domoraud             |
| 18 | HV | Adama Traoré              | 3 tháng 2, 1990 (16 tuổi)   |         | EF Yéo Martial       |

### Burkina Faso
| Số | Vt | Cầu thủ            | Ngày sinh (tuổi)            | Số trận | Câu lạc bộ           |
| -- | -- | ------------------ | --------------------------- | ------- | -------------------- |
| 1  | TM | Amadou Séré        | 30 tháng 12, 1987 (19 tuổi) |         | Rail Club du Kadiogo |
| 2  | TV | Soungalo Ouattara  | 31 tháng 12, 1987 (19 tuổi) |         | Étoile Filante       |
| 3  |    | Cheik Omar Sanogo  | 10 tháng 10, 1987 (19 tuổi) |         | ASFA Yennenga        |
| 4  |    | Matrin Kafando D   | 24 tháng 4, 1988 (18 tuổi)  |         | US Forces Armées     |
| 5  |    | Jean Noel Lingani  | 12 tháng 12, 1988 (18 tuổi) |         | Étoile Filante       |
| 6  | HV | Bakary Koné        | 27 tháng 4, 1988 (18 tuổi)  |         | Étoile Filante       |
| 7  | TĐ | Issiaka Ouédraogo  | 19 tháng 8, 1988 (18 tuổi)  |         | US Forces Armées     |
| 8  | TĐ | Youssouf Sanou     | 31 tháng 12, 1988 (18 tuổi) |         | RC Bobo Dioulasso    |
| 9  | TĐ | Boubacar Kébé      | 10 tháng 5, 1987 (19 tuổi)  |         | Libourne-St-Seurin   |
| 10 | TV | Salif Dianda       | 17 tháng 12, 1987 (19 tuổi) |         | Hellas Verona        |
| 11 | TĐ | Amara Konaté       | 3 tháng 9, 1990 (16 tuổi)   |         | Marseille            |
| 12 | TV | Charles Kaboré     | 9 tháng 2, 1988 (18 tuổi)   |         | Libourne-St-Seurin   |
| 13 | TV | Drissa Dabré       | 24 tháng 4, 1989 (17 tuổi)  |         | Atalanta             |
| 14 | TĐ | Alain Traoré       | 31 tháng 12, 1988 (18 tuổi) |         | Auxerre              |
| 15 | TV | Adama Guira        | 24 tháng 4, 1988 (18 tuổi)  |         | RC Bobo Dioulasso    |
| 16 |    | Boubacar Ouedraogo | 5 tháng 8, 1988 (18 tuổi)   |         | US Ouagadougou       |
| 17 |    | Adama Sabo         | 13 tháng 3, 1988 (18 tuổi)  |         | ASFA Yennenga        |
| 18 | HV | Yobie Bassoule     | 24 tháng 12, 1988 (18 tuổi) |         | Juventus             |

### Gambia
| Số | Vt | Cầu thủ            | Ngày sinh (tuổi)            | Số trận | Câu lạc bộ      |
| -- | -- | ------------------ | --------------------------- | ------- | --------------- |
| 1  |    | Joseph Gómez       | 25 tháng 12, 1987 (19 tuổi) |         | Wallidan Fc     |
| 2  |    | Pierre Gomez       | 3 tháng 5, 1989 (17 tuổi)   |         | Hawks Fc        |
| 3  |    | Furmus Mendy       | 11 tháng 7, 1987 (19 tuổi)  |         | Gpa             |
| 4  |    | Alagie Amadou Ngum | 18 tháng 10, 1988 (18 tuổi) |         | Gamtel          |
| 5  |    | Ken Jammeh         | 18 tháng 11, 1987 (19 tuổi) |         | Hawks Fc        |
| 6  |    | Mandou Bojang      | 18 tháng 11, 1988 (18 tuổi) |         | Gpa             |
| 7  |    | Demba Sanyang      | 27 tháng 11, 1987 (19 tuổi) |         | Steve Biko Fc   |
| 8  |    | Habib Kunta        | 8 tháng 3, 1988 (18 tuổi)   |         | Steve Biko      |
| 9  |    | Pa Modou Jagne     | 26 tháng 12, 1989 (17 tuổi) |         | Gpa             |
| 10 |    | Pa Landing Conateh | 10 tháng 10, 1987 (19 tuổi) |         | Real            |
| 11 |    | Ebrima Sohna       | 14 tháng 12, 1988 (18 tuổi) |         | Wallidan Fc     |
| 12 |    | Kenny Mansally     | 27 tháng 1, 1989 (17 tuổi)  |         | Real Fc         |
| 13 |    | Ousman Jallow      | 21 tháng 10, 1988 (18 tuổi) |         | Raja Casablanca |
| 14 |    | Sainey Nyassi      | 31 tháng 1, 1989 (17 tuổi)  |         | Gpa             |
| 15 |    | Tijan Jaiteh       | 31 tháng 12, 1988 (18 tuổi) |         | Brann Fc        |
| 16 |    | Christopher Allen  | 19 tháng 12, 1989 (17 tuổi) |         | Gamtel Fc       |
| 17 |    | Sanna Nyassi       | 31 tháng 1, 1989 (17 tuổi)  |         | Gpa             |
| 18 |    | Saja Leigh         | 24 tháng 11, 1988 (18 tuổi) |         | Satde De Mali   |

## Bảng B

### Nigeria
| Số | Vt | Cầu thủ                 | Ngày sinh (tuổi)            | Số trận | Câu lạc bộ          |
| -- | -- | ----------------------- | --------------------------- | ------- | ------------------- |
| 1  | TM | Thomas Olufemi          | 5 tháng 8, 1989 (17 tuổi)   |         | Nasarawa United     |
| 2  | HV | Sodiq Suraj             | 8 tháng 1, 1988 (19 tuổi)   |         | Sunshine Stars F.C. |
| 3  | HV | Elderson Echiéjilé      | 20 tháng 1, 1988 (19 tuổi)  |         | Bendel Insurance    |
| 4  | TĐ | Muideen Oyewole         | 3 tháng 12, 1987 (19 tuổi)  |         | Prime F.C.          |
| 5  | TĐ | Ezekiel Bala            | 8 tháng 4, 1987 (19 tuổi)   |         | Lyn Fotball         |
| 6  | HV | Nnaemeka Anyanwu        | 21 tháng 5, 1988 (18 tuổi)  |         | Enugu Rangers       |
| 7  | TV | Emmanuel Sarki          | 26 tháng 12, 1987 (19 tuổi) |         | Westerlo            |
| 8  | TV | Friday Iyam             | 1 tháng 12, 1989 (17 tuổi)  |         | Kaduna United       |
| 9  | TV | Nduka Ozokwo            | 25 tháng 12, 1988 (18 tuổi) |         | Enugu Rangers       |
| 10 | TV | Solomon Owello          | 25 tháng 12, 1988 (18 tuổi) |         | Niger Tornadoes     |
| 11 | TĐ | Mohammed Salihu Danjuma | 2 tháng 8, 1989 (17 tuổi)   |         | Barcelona           |
| 12 | TM | Moses Ocheje            | 21 tháng 5, 1988 (18 tuổi)  |         | Lobi Stars          |
| 13 | TV | Blessing Okardi         | 5 tháng 11, 1988 (18 tuổi)  |         | Ocean Boys          |
| 14 | TĐ | Joseph Bala             | 27 tháng 7, 1988 (18 tuổi)  |         | Sec Fc              |
| 15 | HV | Tijani Akanbi           | 21 tháng 12, 1988 (18 tuổi) |         | Wikki Tourists      |
| 16 | HV | Frederick Odebe         | 31 tháng 12, 1988 (18 tuổi) |         | Lobi Stars          |
| 17 | TĐ | Simon Zenke             | 24 tháng 12, 1988 (18 tuổi) |         | Strasbourg          |
| 18 | HV | Ayodeji Brown           | 12 tháng 9, 1988 (18 tuổi)  |         | Enugu Rangers       |

### Ai Cập
| Số | Vt | Cầu thủ                          | Ngày sinh (tuổi)            | Số trận | Câu lạc bộ      |
| -- | -- | -------------------------------- | --------------------------- | ------- | --------------- |
| 1  | TM | Ahmed Adel Abd El-Moneam         | 10 tháng 4, 1987 (19 tuổi)  |         | Al-Ahly         |
| 2  | HV | Mohamed Samir                    | 5 tháng 11, 1987 (19 tuổi)  |         | Al-Ahly         |
| 3  |    | Ayman Mohamady Ibrahim           | 28 tháng 1, 1987 (19 tuổi)  |         | Zamalek         |
| 4  |    | Ibrahim Yehia                    | 17 tháng 10, 1987 (19 tuổi) |         | Ismaily         |
| 5  | TV | Mostafa Shebeita                 | 10 tháng 5, 1987 (19 tuổi)  |         | Al-Ahly         |
| 6  | HV | Ramy Sabry                       | 5 tháng 1, 1987 (20 tuổi)   |         | ENNPI           |
| 7  |    | Mostafa Talaat Elzamzamy         | 1 tháng 1, 1987 (20 tuổi)   |         | Al-Ahly         |
| 8  |    | Shawky El Said                   | 1 tháng 1, 1987 (20 tuổi)   |         | El Shams        |
| 9  | HV | Ahmed Elmohamady                 | 9 tháng 9, 1987 (19 tuổi)   |         | ENPPI           |
| 10 | TĐ | Sherif Ashraf                    | 1 tháng 1, 1987 (20 tuổi)   |         | Al-Ahly         |
| 11 | TĐ | Ahmed Hassan Mekky               | 20 tháng 4, 1987 (19 tuổi)  |         | Haras El hodood |
| 12 |    | Omar Mohamed Rabie               | 18 tháng 8, 1988 (18 tuổi)  |         | Al-Ahly         |
| 13 |    | Mohamed Reda Abd El Baky Mahmoud | 18 tháng 1, 1987 (20 tuổi)  |         | Al-Ahly         |
| 14 |    | Ahmed Gomaa                      | 1 tháng 1, 1987 (20 tuổi)   |         | ENPPI           |
| 15 |    | Sameh Abd Elfadil                | 22 tháng 3, 1987 (19 tuổi)  |         | ENPPI           |
| 16 | TM | Mohamed El Shenawy               | 18 tháng 12, 1988 (18 tuổi) |         | Al-Ahly         |
| 17 |    | Ahmed Abd Elrahman Kamel         | 7 tháng 7, 1987 (19 tuổi)   |         | Al-Ahly         |
| 18 |    | Salah Ahmed Mohamed Ahmed        | 8 tháng 9, 1987 (19 tuổi)   |         | ENPPI           |

### Cameroon
| Số | Vt | Cầu thủ            | Ngày sinh (tuổi)            | Số trận | Câu lạc bộ       |
| -- | -- | ------------------ | --------------------------- | ------- | ---------------- |
| 1  | TM | Jules Goda         | 30 tháng 5, 1989 (17 tuổi)  |         | Bastia           |
| 2  |    | Jackson Eyinga Nna | 4 tháng 2, 1987 (19 tuổi)   |         | Coton S          |
| 3  | HV | Nicolas N'Koulou   | 27 tháng 3, 1990 (16 tuổi)  |         | Kadji Sports     |
| 4  |    | Hermann Yanka Nana | 26 tháng 9, 1987 (19 tuổi)  |         | Dynamo           |
| 5  | TĐ | Mbilla Etame       | 22 tháng 6, 1988 (18 tuổi)  |         | Union Douala     |
| 6  | HV | Bondoa Adiaba      | 2 tháng 1, 1987 (20 tuổi)   |         | Dreams de Douala |
| 7  | TV | Alexandre Morfaw   | 31 tháng 8, 1987 (19 tuổi)  |         | Nantes           |
| 8  | TĐ | Léonard Kweuke     | 12 tháng 7, 1987 (19 tuổi)  |         | Cintra Yaoundé   |
| 9  | TĐ | Benjamin Moukandjo | 12 tháng 11, 1988 (18 tuổi) |         | Kadji Sports     |
| 10 |    | Max Lamber Pehn    | 10 tháng 10, 1988 (18 tuổi) |         | Ceteedla         |
| 11 | TĐ | Jude Kongnyuy      | 2 tháng 7, 1988 (18 tuổi)   |         | Young Sports     |
| 12 | HV | Charley Fomen      | 9 tháng 7, 1989 (17 tuổi)   |         | Mount Cameroon   |
| 13 | TĐ | Yves Djidda        | 14 tháng 7, 1988 (18 tuổi)  |         | Astres FC        |
| 14 | TV | Georges Mandjeck   | 9 tháng 12, 1988 (18 tuổi)  |         | Kadji Sports     |
| 15 |    | Armand Ndjama      | 16 tháng 4, 1988 (18 tuổi)  |         | Fc Soch          |
| 16 | TM | Francois Beyokol   | 12 tháng 3, 1989 (17 tuổi)  |         | Cintra Yaoundé   |
| 17 | TĐ | David Eto'o        | 13 tháng 6, 1987 (19 tuổi)  |         | Créteil          |
| 18 | TV | Alex Song          | 9 tháng 9, 1987 (19 tuổi)   |         | Arsenal          |

### Zambia
| Số | Vt | Cầu thủ              | Ngày sinh (tuổi)            | Số trận | Câu lạc bộ        |
| -- | -- | -------------------- | --------------------------- | ------- | ----------------- |
| 1  |    | Jacob Banda          | 11 tháng 2, 1988 (18 tuổi)  |         | Zesco United      |
| 2  |    | Peter Malama         | 11 tháng 4, 1988 (18 tuổi)  |         | Nchanga           |
| 3  |    | Joseph Zimba         | 1 tháng 8, 1988 (18 tuổi)   |         | National Assembly |
| 4  |    | Dennis Banda         | 10 tháng 12, 1988 (18 tuổi) |         | Green Buffaloes   |
| 5  |    | Henry Nyambe Mulenga | 27 tháng 8, 1987 (19 tuổi)  |         | Forest Rangers    |
| 6  |    | Himonde Hichani      | 1 tháng 8, 1987 (19 tuổi)   |         | Lusaka Dynamos    |
| 7  |    | Richard Phiri        | 28 tháng 10, 1987 (19 tuổi) |         | Chambishi         |
| 8  |    | William Njobvu       | 4 tháng 3, 1987 (19 tuổi)   |         | Lusaka Dynamos    |
| 9  |    | Simon Lupiya         | 2 tháng 2, 1988 (18 tuổi)   |         | Red Arrows        |
| 10 |    | Clifford Mulenga     | 5 tháng 8, 1987 (19 tuổi)   |         | Tuks Academy      |
| 11 |    | Fwayo Tembo          | 2 tháng 5, 1989 (17 tuổi)   |         | National Assembly |
| 12 |    | Sebastian Mwansa     | 21 tháng 9, 1988 (18 tuổi)  |         | Green Buffaloes   |
| 13 |    | Musatwe Simutowe     | 6 tháng 3, 1987 (19 tuổi)   |         | Zamtel            |
| 14 |    | Goodson Kachinga     | 4 tháng 4, 1988 (18 tuổi)   |         | Chambishi         |
| 15 |    | Yoram Mwila          | 9 tháng 10, 1990 (16 tuổi)  |         | Chiparamba A.     |
| 16 |    | Danny Munyao         | 11 tháng 12, 1987 (19 tuổi) |         | Lusaka Dynamos    |
| 17 |    | Reuben Tembo         | 28 tháng 12, 1988 (18 tuổi) |         | Kabwe Warriors    |
| 18 |    | Agripa Mbewe         | 30 tháng 1, 1987 (19 tuổi)  |         | Nakambala         |